# Uscirne vivi
Uscirne vivi (in lingua inglese Dear Life) è una raccolta di racconti della scrittrice canadese Alice Munro, pubblicata nel 2012 da McClelland e Stewart.
Il libro avrebbe dovuto essere promosso anche da una lettura al Festival internazionale degli autori di Toronto, anche se l'apparizione fu cancellata per motivi di salute.

## Pubblicazione
La maggior parte delle storie raccolte in Uscirne vivi vennero pubblicate precedentemente. Amundsen, Corrie, Dear Life, Gravel, Haven e Leaving Maverly sono stati originariamente pubblicati su The New Yorker. Dolly invece fu pubblicato per la prima volta su Tin House.

## Critica
Kate Kellaway, sul The Guardian descrive queste storie come "concise, minuziose e magistrali" notando che hanno una "sottile, nascosta e intelligenza brillante".
Ruth Scurr, che scrive The Telegraph, indica l'aspetto autobiografico della collezione e dichiara essere: "una sfida sovversiva all'idea di autobiografia: una fusione intenzionale di finzione e sentimento". Il critico continua a suggerire che la collezione potrebbe essere l'ultima della Munro e se così fosse, sarebbe un finale "spettacolare".

## Edizioni
- Alice Munro, Uscirne vivi, traduzione di Susanna Basso, Einaudi, Torino 2014